# Michael Levin (aktor)
Michael Alan Levin (ur. 8 grudnia 1932 w Minneapolis, zm. 6 stycznia 2023 w Mount Kisco) – amerykański aktor. Odtwórca roli dziennikarza Jacka Fenelliego w 13. sezonach opery mydlanej ABC Ryan’s Hope (1975–1989), za którą zdobył trzy nominacje do nagrody Emmy w kategorii wybitny aktor pierwszoplanowy w serialu dramatycznym.

## Życiorys
Urodził się w Minneapolis w stanie Minnesota. Po ukończeniu szkoły średniej przez dwa lata służył w United States Navy, a następnie studiował na Uniwersytecie w Minnesocie. Brał lekcje aktorstwa u Jacka Nicholsona i Roberta Blake’a w Kalifornii.
W 1962–1964 występował na scenie Tyrone Guthrie Theater w Minneapolis z Hume’em Cronynem i Jessicą Tandy. Po przeprowadzce do Nowego Jorku grał w licznych sztukach dla Repertory Theatre w Lincoln Center i American Shakespeare Theatre w Stratford w Connecticut.
W 1965 trafił na Broadway jako Fray Marcos de Nizza w sztuce Petera Shaffera Królewskie polowanie na słońce u boku Christophera Plummera i Davida Carradine’a. W 1969 wystąpił na off-Broadwayu w roli Iwana Łobowa w spektaklu Koniec wszystkiego, co naturalne.
W 1970 powrócił na Broadway w przedstawieniu Tennessee Williamsa Camino Real z Alem Pacino.
10 lipca 1960 zawarł związek małżeński z Lorettą Chiljian, z którą miał syna Aarona. W 1965 ożenił się z Elizabeth, z którą miał syna Jasona.
6 stycznia 2023 w szpitalu Northern Westchester w Mount Kisco w Nowym Jorku zmarł w wieku 90 lat.

## Filmografia
- 1967: N.Y.P.D. jako Atkins
- 1975–1989: Ryan’s Hope jako Jack Fenelli
- 1985: McCall jako Leonard Morgan
- 1991–1992: As the World Turns jako John Eldridge
- 1992: Prawo i porządek jako dr Reitman
- 1993: Wszystkie moje dzieci jako dr Gould
- 1995: New York News jako Leonard Brown
- 1995: Prawo i porządek jako dr Ira Chaikin